# 张蝶
张蝶（1962年10月1日—），中国80年代著名女歌手、琵琶演员，原名“张国庆”，有“迪斯科皇后”之称，活跃于20世纪80年代中期，与同时期的张行（上海）、张蔷（北京）并称京津沪“三张”。毕业于天津音乐学院，1986年，她以一曲《成吉思汗》声名鹊起，曾荣获全国青年歌手大奖赛银奖、“希望杯”青年歌手大赛金奖和“中国十大歌星”称号。2010年第四届中国品牌节上，张蝶被授予“2010华人品牌艺术家奖”。

## 人物生平

### 星路历程
- 1982年，张蝶从天津音乐学院民乐系琵琶专业毕业后，被分配到了天津广播艺术团担任琵琶演奏员[5]
- 1984年，张蝶开始在群艺馆演唱。[5]
- 1985年，首张个人专辑（磁带）《冰与火》出版

### 澳洲留学
- 1990年，张蝶到澳大利亚留学。[3]
- 1990年10月1日，张蝶被邀请参加澳大利亚国会大厦落成典礼，作为中国艺术家代表表演琵琶独奏《十面埋伏》[2]
- 后与一新加坡华人结婚。

### 移民荷兰
- 1995年春，由于丈夫工作原因，张蝶从澳洲移居荷兰东南部小城鲁尔蒙德。[3]
- 后因为儿子入学问题（鲁尔蒙德没有中文学校）张蝶举家迁到荷兰中部城市埃因霍温。[3]
- 2004年9月11日，埃因霍温市国立艺术学院开设“张蝶琵琶艺术班”，张蝶开始在荷兰教授琵琶。[6]
- 2006年4月，张蝶曾担任CCTV青年歌手电视大奖赛欧洲赛区总决赛评委。[7]
- 2007年11月17日，欧洲中国艺术院在埃因霍温成立，学院发起人张蝶任院长。[6]
- 2008年10月1日，应邀回国参加天津市举办的中国天津妈祖文化旅游节。[2]

## 作品
张蝶在短短的演唱生涯中，曾出版个人专辑十二辑（一说为十张），总发行量突破1500万，以首张专辑《冰与火》最为知名，其他还有《天与地》、《山与海》、《血与火》等，经典歌曲有《成吉思汗》、《热情的沙漠》、《迪斯科皇后》、《爱像青橄榄》、《莫妮卡》、《武松打虎》、《不要走》等。